# Мочулище
Мочули́ще — село в Україні, у Дубровицькій міській громаді Сарненського району Рівненської області. Населення становить 626 осіб (2011).

## Назва
Існує кілька легенд, що до походження назви села. За однієї з легенд, тут жив козак Мочула за його добрі справи і названо село. За іншою легендою, нібито князівські збирачі податей ніяк не могли дістатися до загубленого в лісах і болотах села, хоч і знали про його існування, і все запитували: «Мо’, чули ще?» Село знаходиться біля лісу в якому багато боліт, низин. Скоріш всього назва походить від місцевості на якій розташовано. В тлумачному словнику української мови мочар (і): багнисте місце, болотисте місце, поросле мохом і травою. До того ж сусіднє село носить назву Острівці, що говорить саме за себе. Старожили розповідають, що по болотах в лісі ріс мох, які місцеві жителі використовували в своєму побуті. Називали цей мох «мочулка».[джерело?]
Польською мовою згадується як Moczuliszcze, російською — як Мочулище.

## Географія
Село розташоване на південному сході від адміністративного центру міської громади міста Дубровиця. На півдні межує з селом Крупове. На північному заході через лісові масиви розташоване село Ясинець. На північ від села Мочулище знаходиться населений пункт село Острівці, що до 2020 року належало до Мочулищенської сільської ради. На заході від села Мочулище — населені пункти Володимирецького району. На південному заході село межує з населеним пунктом Литвиця.[джерело?]
Площа села — 0,45 км². Згідно з дослідженням 2017 року, за яким оцінювалися масштаби антропогенної трансформації території Дубровицького району внаслідок несанкціонованого видобутку бурштину, екологічна ситуація села характеризувалася як «катастрофічна».
Найвища точка — 162 м. (урочище Парасліще) Серед корисних копалин велику цінність має бурштин. Серед будівельних матеріалів — ліс, пісок, глина. Селом протікає річка Безіменна.[джерело?]

### Клімат
Клімат у селі вологий континентальний («Dfb» за класифікацією кліматів Кеппена). Опадів 610 мм на рік. Найменша кількість опадів спостерігається в березні й сягає у середньому 28 мм. Найбільша кількість опадів випадає в червні — близько 88 мм. Різниця в опадах між сухими та вологими місяцями становить 60 мм. Пересічна температура січня — -5,6 °C, липня — 18,6 °C. Річна амплітуда температур становить 24,2 °C.
| Клімат Мочулища                   | Клімат Мочулища | Клімат Мочулища | Клімат Мочулища | Клімат Мочулища | Клімат Мочулища | Клімат Мочулища | Клімат Мочулища | Клімат Мочулища | Клімат Мочулища | Клімат Мочулища | Клімат Мочулища | Клімат Мочулища | Клімат Мочулища |
| Показник                          | Січ.            | Лют.            | Бер.            | Квіт.           | Трав.           | Черв.           | Лип.            | Серп.           | Вер.            | Жовт.           | Лист.           | Груд.           | Рік             |
| Середній максимум, °C             | −2,6            | −1,3            | 3,4             | 12,3            | 19,2            | 22,8            | 23,9            | 23,0            | 18,2            | 11,8            | 4,8             | −0,1            | 11,3            |
| Середня температура, °C           | −5,6            | −4,5            | −0,3            | 7,4             | 13,6            | 17,4            | 18,6            | 17,5            | 13,2            | 7,8             | 2,3             | −2,6            | 7,1             |
| Середній мінімум, °C              | −8,5            | −7,7            | −3,9            | 2,6             | 8,1             | 12,0            | 13,3            | 12,1            | 8,3             | 3,8             | −0,2            | −5,1            | 2,9             |
| Норма опадів, мм                  | 36              | 30              | 28              | 42              | 57              | 88              | 81              | 64              | 57              | 45              | 41              | 41              | 610             |
| --------------------------------- | --------------- | --------------- | --------------- | --------------- | --------------- | --------------- | --------------- | --------------- | --------------- | --------------- | --------------- | --------------- | --------------- |
| Джерело: Climate-Data.org (англ.) |                 |                 |                 |                 |                 |                 |                 |                 |                 |                 |                 |                 |                 |

## Історія
Село вперше згадується 1561 року.
Життя села нерозривно пов'язане з історією м. Дубровиця. Після Люблінської унії 1569 Дубровиця у складі Волинських земель переходить до Польщі. У 1795 році Дубровиця стала волосним центром Дубровицького округу Волинського намісництва, а 1797 року входила до Ровенського повіту Волинської губернії. Ближче до середини XVIII ст. дубровицька маєтність перебувала у власності князя М. Огінського. Після його смерті ця маєтність у 1750 році переходить до його дочки, яка була одружена з Бжостовським який, за «споживчий» характер використання маєтку був винний великі суми грошей кредиторам, а найбільшим кредитором його був граф Плятер. Після судового процесу 1777 році став власником маєтку. За інвентарем 1777 р. маєток мав 40 тис. га. землі. Половина їх була ріллею і сіножатями, а на 12,5 тис. га. Росли ліси. Останнє і привабило Плятера, бо це була база для випалювання поташу. Його собівартість була низькою, бо виробництво базувалося на використання праці кріпосних селян у фільварково–поміщицьких господарствах. За постановою Плятера ремісники працювали на матеріалах замовника, а також і на графський двір.[джерело?]
Тоді значно пожвавилася і розширилася торгівля. Ходовими товарами, якими торгував двір, були горілка, сіль, воли, поташ і риба. Горілку і волів возили до Варшави, сіль до Пінська, Горобина і Бродів, поташ — до Бреста для подальшої сплавки у Гданськ, рибу — у Луцьк і Пінськ. Уся зовнішня торгівля була зосереджена у руках графа, а внутрішній ринок контролювали євреї. На початок XIX ст. у маєтку існували Воробинська винокурня, пивоварня, поташеві буди, фабрика для виготовлення дубової клепки, а в 1802 р. запрацювала суконна фабрика. Плятери у різних родинних особах керували Дубровицею до 1918 року.[джерело?]
У Волинських єпархіальних відомостях за вересень 1888 року сказано, що до міста Дубровиця належали «деревни приходи: Золотоє 10 верст, Поздни 12 в., Ясенець 6 в., Островци 6 в., Мочулищи 5в., Круповье 6 в.». А тому за старим адміністративним поділом с. Мочулище належить до Дубровицької волості Рівненського повіту — с. Мочулище, Ровенського уезда, Домбровицкой волости: с. Островци Ровенського уезда, Домбровицкой волости. В «Памятной книге Волынской губернии» за 1913 рік подаються такі відомості на кінець 1909 року: "… с. Мочулище, Ровенського уезда, Домбровицкой волости — число дворов 60, число жителів — 520; с. Островци, Ровенського уезда, Домбровицкой волости — число дворов — 38, число жителів — 240; с. Круповье, Ровенського уезда, Домбровицкой волости, число дворов — 60, число жителів — 580 ". Ці ж відомості жодним словом не говорять про інші дані, зокрема не дають ніяких відомостей про школи, медичні заклади, культосвітні установи, зате подають відомості про наявність поліцейських станових: «…с. Мочулищи, Ровенського уезда, Домбровицкой волости полицейских станових — 4; с. Островци, Ровенського уезда, Домбровицкой волости полицейских станових — 4; с. Круповье, Ровенського уезда, Домбровицкой волости полицейских станових — 4». Всі ці відомості є результатом дій Статистичного Комітету Волинської губернії, який так збирав відомості, що не міг дати ніяких даних про освіту населення сіл Мочулище, Острівці, Крупове.
До 1917 року село входило до складу Російської імперії. У 1906 році село входило до складу Домбровицької волості Рівненського повіту Волинської губернії Російської імперії. У 1918—1920 роки нетривалий час перебувало в складі Української Народної Республіки.
У 1921—1939 роки входило до складу Польщі. У 1921 році село входило до складу гміни Домбровиця Сарненського повіту Поліського воєводства Польської Республіки. 1930 року Сарненський повіт приєднаний до складу Волинського воєводства. У 1936 році входило до однойменної громади, до якої також належали фільварок Мочулище, гаївки Дукарівка, Хрести і Парослищі, урочище Гать та хутір Волище.
Перші відомості про школу дають жителі села, підкреслюючи, що в селі Мочулище стала працювати за часів панської Польщі школа в 1923 році, у якій навчалось 40 учнів. Заняття проводилось в 2-х класних кімнатах на польській мові, у селі було 2 вчителі. В селі не було телефонного зв'язку, радіо; знаряддям праці були плуг, борона, граблі, коса, серп. Про механізацію трудомістких процесів в сільському господарстві не було і мови. Населення освітлювало хати лучиною, вело натуральне господарство, все необхідне для проживання (одяг, взуття) вироблялось в домашніх умовах. З одягу верхнього і спіднього головним матеріалом було полотно домашнього виробництва, а за взуття служили личаки. Населення жило, в основному, за рахунок свого господарства. Тримали коні, корови, воли, свині, птиці та ін. Будинки, худобу хто хотів страхував і платили страховку, а за поле обов'язково треба було сплачувати податки, якщо не розраховувався, то приходив «стягайло» забирали з хати, що було. Тому, зазвичай, «боржники» все своє майно переносили до родичів, сусідів щоб не забрали за борги. Злодіїв ловила міліція: штрафували, судили. Поле обробляли своїми кіньми, волами. Землі було в різних сім'ях теж по різному. Сіяли жито, гречку, льон, просо, ячмінь та ін. З овочів: моркву, огірки, квасолю, картоплю. Гречку, овес — косили, а жито, пшеницю — жали серпами. Молотили ціпами. З обмолоченої соломи (правиці) робили «куліки» якими крили хати. Луг сільський був від Сельця до Дубровиці. На лузі заготовляли сіно для своєї худоби. За дорогу на луг платили або (відробляли) шарварок. Хто їхав одним конем — шість днів, а парою — дванадцять, піші теж платили або (відробляли) шарварок. Хто платив, а хто розраховувався м'ясом або відробляв. В «саду» був панський двір, жили пани Березовські. Вони були управителями. Головний двір був у Воробині. Тримали вони велике господарство: коні, велику рогату худобу, був молодняк і на відгодівлі. Для худоби возили брагу з Воробина, на возу або санях стояли великі бочки. Була в них земля. Обробляли, вирощували с/г культури. Польовим у пана був Богдан Степан Семенович. До пана Березовського односельці ходили в заробітки: сіяли, орали, сапали пасли худобу. За день у пана заробляли від 0,60 до 0,80 грошей. Були в них люди, які працювали постійно, у них було своє житло. В пана Березовського були дочки Галя і Стаха, які теж тут працювали. З розповідей людей, пан Березовський був доброю, справедливою людиною. Вбили Березовського у війну. Ліс охороняли лісники — «стражніки». Жили вони: хто в селі, хто біля лісу, а хто і в лісі. Згадують Поповича (де він жив поле називаю «попове»), Аграмишина, Вишневського… Вони теж держали господарство, худобу. Наймали жителів на роботу. При тому вони, стражники, не платили за випас худоби, пасли в лісі. Місцеве ж населення щоб в лісі збирати ягоди, гриби мали купити квитки. Дорожчий був квит де було вказане прізвище, бо по ньому в ліс могли іти всі із сім'ї. Якщо було вказане коли народився, то цей квиток був дешевший, бо тільки один міг іти. Ягоди носили в Дубровицю продавали євреям. Збирали чорниці руками бо коли лісник зловить хто бере «греблінкою» то штрафували.[джерело?]
В лісі є «тартацька» дорога, урочище «Тартак» називають так тому, що там жили поляки. Місцеві жителі ходили до них на роботу. Були і постійні працівники які там жили. Це було помістя: будівлі, худоба, поля. Діяла вузькоколійка, працювало дві пилорами, циркулярка. Приводив у рух ці механізми паровик на 95 кінських сил. Спалювали тирсу і цей паровик виробляв енергію. Там різали дошки, «сніпри» (схожі на шпали), блоки (обстругана з двох боків дерево). Керував «Тартаком» Клім. Слівінський був механіком, у нього було два сини: один працював бухгалтером, а другий робітником. Поляки або місцеві, які були грамотні (називали їх «браканєри») вели облік, видавали квити людям, які перевозили підводами ліс на станцію. За перевезення людям платили. У 1939 р. керував «Тартаком» єврей Нохим. В цей час платили добре робітникам. Під час війни «Тартак» спалили.[джерело?]
Також у лісі працювало дві смолярні. Там жили і працювали люди з села. Ліс для населення виписували. На роботу в ліс наймали людей. Садили, пололи, копали лучину. Жив в селі пан Літвора. В нього був власний будинок на чотири кімнати. У магазині були різні товари, промислові та продовольчі. Дітей у нього не було. У власному господарстві тримав коня і дві корови. З 1931 року почалося будівництво школи. Її за власні кошти побудував пан Літвора. Цього року школа почала працювати. Це була початкова школа з двома класними кімнатами, кімнатою для вчителів та канцелярією. Сюди вчителювати приїхали молоде подружжя із Стрільська — Генріх і Хелена Шнайдери. У 1939 році пана Літвору вивезли до Сибіру, у його будинку була с/рада, медпункт, здавали цей будинок під квартири. В 1939 році Рівненщина була возз'єднана з радянською Україною.[джерело?]

### Друга світова війна
З 1939 року — у складі Дубровицького району Рівненської області УРСР. У роки Другої світової війни деякі мешканці села долучилися до національно-визвольної боротьби в лавах УПА та ОУН. За даними українського націоналістичного підпілля у грудні 1943 року більшовицька банда пограбувала Мочулище та вбила трьох військовиків УПА. Загалом встановлено 44 жителів села, які брали участь у визвольних змаганнях, з них 29 загинуло, 14 було репресовано.
Під час війни 47 мешканців села були мобілізовані до радянської армії і відправлені на фронт, 32 з них нагороджено орденами і медалями, 21 загинув. В роки війни та перші повоєнні роки людям жилося важко, адже з 1941 року село було окуповано німцями. Для роботи в Німеччині вивозили людей, стало багато вдів та сиріт. Радянські війська зайняли село було в 1944 році.

### Ветерани війни
- Богдан Іван Андрійович [Архівовано 4 березня 2016 у Wayback Machine.]
- Вальковець Михайло Йонашович [Архівовано 4 березня 2016 у Wayback Machine.]
- Вальковець Федір Трохимович [Архівовано 31 травня 2016 у Wayback Machine.]

### Повоєнні роки
У 1947 році села Мочулище та Острівці разом з хуторами Гать, Дукарівка, Крижі, Мочулище, Парослище та Пнище підпорядковувалися Мочулищенській сільській раді Дубровицького району Ровенської області УРСР.
Демобілізовані воїни у 1948 році створили ініціативну групу по організації колгоспу. В 1954 році колгоспи с. Мочулище, Крупове, Островці об'єдналися у велике господарство — колгосп ім. Калініна, що у 1963 році було перейменовано у колгосп ім. Куйбишева. Потім на колгосп «Мир».[джерело?]
З 13 липня до 3 серпня 1953 року маршрутна експедиція під керівництвом М. Ломової, обстежуючи Рокитнянський та Дубровицький райони Рівенської області, серед низки інших населених пунктів відвідала Мочулище.
Про організацію колгоспу населення вже інформували в 1947 році, а в 1948 р. вже почали записуватись до колгоспу. Для організації колгоспу у людей брали корови, коні, реманент, збіжжя забирали хліви (перевозили). Перший колгосп був на території теперішнього господарства Шапор Надії там були звезені хліви, (під корівники) в новоствореному колгоспі були корови, коні, свині. З кожним роком життя стає кращим, вже й перші МТС створюються в колгоспах, будується клуб, відкрито садочок, пошту…. Сім'ї були великі, жити було важко, тому, дітей з багатодітних сімей (а це була більшість) за згодою батьків забирали в інтернати де вони знаходилися на повному державному забезпечені. Світло в селі було від колгоспного дизеля до 12 години ночі, а в 1966 р. провели всім світло від РЕСу. Як зазначено в « Історії міст і сіл УРСР» 1973 року … «Мочулище — село центр сільської ради. Розташоване за 7 км від районного центру, за 10 км від підпорядкованих сіл Острівці, Крупове. В Мочулищі розташована центральна садиба колгоспу ім. Куйбишева. За колгоспом закріплено 2153 га землі, у тому числі 935 орної. Осушено 544 га. Основний напрям господарства — вирощування льону, картоплі та зернових, м'ясо — молочне тваринництво, є допоміжне підприємство, що переробляє дикоростучі ягоди та гриби. 49 передовиків нагороджено медаллю „За доблесну працю. На відзнаку 100-річчя з дня народження В. І. Леніна“. В селі є восьмирічна школа, у якій навчається 260 дітей, працює 15 вчителів, бібліотека фельдшерсько-акушерський пункт, відділення зв'язку. Партійна організація налічує 19 комуністів, комсомольська — 65 членів ВЛКСМ. 1978 році проходить об'єднання колгоспів із Сельцем. Правління колгоспу „Зоря комунізму“ було в Сельці. Голова колгоспу Боришевський Петро Наумович. За його правління було побудовано в с. Круповому будинок культури, а с. Мочулищі сільський клуб, свинарник, кормоцех, склад, але він не довго працював і на посаду голови колгоспу стає Чумак Микола Сергійович. Розбудовується село. Краще живеться в колгоспі. Всі поля засіяні нічого не пустує. Населення забезпечене роботою. Багато людей працює не тільки в колгоспі, а й в Дубровиці на різних підприємствах. Працюють, здобувають освіту, народжують дітей. Село живе. Звичайно, ті хто працює на підприємстві отримують більшу зарплату ніж в колгоспі, але й умови проживання покращуються…». У 1986 році колгосп роз'єднали. В Мочулищі знаходиться правлінні колгоспу ім. Куйбишева… 1990 роки головою колгоспу стає односелець молодий, енергійний, Голяка Адам Іванович. За його правління в колгоспі багато чого поліпшується. Побудовано 18 будинків для молодих спеціалістів, нову контору, переобладнав лазню, добудовано ферму, молоко-блок, овочесховище. Добудовано бокси для машин, автозаправку. Запрацювала їдальня для механізаторів, хлібопекарня, було закуплено багато техніки: тракторів, машин, комбайнів, придбано 3 автобуси. Побудовано нову контору, а в старому приміщені контори працювала швейний цех. Проведено централізований водопровід до садочка тощо.[джерело?]
Відповідно до прийнятої в грудні 1989 року постанови Ради Міністрів УРСР село занесене до переліку населених пунктів, які зазнали радіоактивного забруднення внаслідок аварії на Чорнобильській АЕС, жителям виплачувалася грошова допомога. Згідно з постановою Кабінету Міністрів Української РСР, ухваленою в липні 1991 року, село належало до зони гарантованого добровільного відселення. На кінець 1993 року забруднення ґрунтів становило 1,61 Кі/км² (137Cs + 134Cs), молока — 4,85 мКі/л (137Cs + 134Cs), картоплі — 0,46 мКі/кг (137Cs + 134Cs), сумарна доза опромінення — 143 мбер, з якої: зовнішнього — 21 мбер, загальна від радіонуклідів — 122 мбер (з них Cs — 111 мбер).

### Сучасність
10 листопада 2018 року в Мочулищі освячено храм на честь рівноапостольного князя Володимира.
Відповідно до Розпорядження Кабінету Міністрів України від 12 червня 2020 року № 722-р «Про визначення адміністративних центрів та затвердження територій територіальних громад Рівненської області» увійшло до складу Дубровицької міської громади.

## Населення
Станом на 1859 рік, у власницькому селі Мочулище налічувалося 23 дворів та 181 житель (93 чоловіків і 88 жінок), з них 176 православних і 5 євреїв. Станом на 1906 рік у селі було 64 двори та мешкала 521 особа.
За переписом населення Польщі 10 вересня 1921 року в селі налічувалося 86 будинків та 469 мешканців, з них: 229 чоловіків та 240 жінок; 440 православних, 17 юдеїв та 12 римо-католиків; 439 українців (русинів), 17 євреїв та 13 поляків.
Згідно з переписом УРСР 1989 року чисельність наявного населення села становила 617 осіб, з яких 288 чоловіків та 329 жінок. На кінець 1993 року в селі мешкало 616 жителів, з них 179 — дітей.
За переписом населення України 2001 року в селі мешкало 610 осіб. Станом на 1 січня 2011 року населення села становить 626 осіб. Густота населення — 1362,22 особи/км².

### Мова
Розподіл населення за рідною мовою за даними перепису 2001 року:
| Мова       | Відсоток |
| ---------- | -------- |
| українська | 99,18 %  |
| російська  | 0,82 %   |

### Вікова і статева структура
Структура жителів села за віком і статтю (станом на 2011 рік):
| Вік   | Чоловіків | Жінок | Разом |
| ----- | --------- | ----- | ----- |
| 0-17  | 83        | 68    | 151   |
| 18-39 | 101       | 101   | 202   |
| 40-59 | 95        | 74    | 169   |
| 60+   | 44        | 60    | 104   |
| Разом | 323       | 303   | 626   |

### Соціально-економічні показники
| Працездатне населення | Працездатне населення | Працездатне населення | Працездатне населення | Працездатне населення | Працездатне населення | Непрацездатне населення | Непрацездатне населення | Непрацездатне населення | Непрацездатне населення | Непрацездатне населення | Непрацездатне населення | Все населення |
| Чоловіки              | Чоловіки              | Жінки                 | Жінки                 | Разом                 | Разом                 | Чоловіки                | Чоловіки                | Жінки                   | Жінки                   | Разом                   | Разом                   | 626           |
| ос.                   | %                     | ос.                   | %                     | ос.                   | %                     | ос.                     | %                       | ос.                     | %                       | ос.                     | %                       | 626           |
| --------------------- | --------------------- | --------------------- | --------------------- | --------------------- | --------------------- | ----------------------- | ----------------------- | ----------------------- | ----------------------- | ----------------------- | ----------------------- | ------------- |
| 224                   | 36                    | 243                   | 39                    | 467                   | 75                    | 136                     | 22                      | 144                     | 23                      | 280                     | 45                      | 626           |

| Зайняті  | Зайняті  | Зайняті | Зайняті | Зайняті | Зайняті | Безробітні | Безробітні | Безробітні | Безробітні | Безробітні | Безробітні | Все населення |
| Чоловіки | Чоловіки | Жінки   | Жінки   | Разом   | Разом   | Чоловіки   | Чоловіки   | Жінки      | Жінки      | Разом      | Разом      | 626           |
| ос.      | %        | ос.     | %       | ос.     | %       | ос.        | %          | ос.        | %          | ос.        | %          | 626           |
| -------- | -------- | ------- | ------- | ------- | ------- | ---------- | ---------- | ---------- | ---------- | ---------- | ---------- | ------------- |
| 152      | 21       | 138     | 19      | 290     | 40      | 37         | 5          | 39         | 5          | 76         | 11         | 626           |

| Дорослі | Діти | Пенсіонери | Інваліди Німецько-радянської війни | Учасники бойових дій | Інваліди всіх груп і категорій | Люди, які обслуговуються служб. соц. допом. на дому | Неповні сім'ї | Діти з неповних сімей | Багатодітні сім'ї | Діти з багатодітних сімей | Діти-інваліди | Діти-сироти | Одинокі багатодітні матері |
| ------- | ---- | ---------- | ---------------------------------- | -------------------- | ------------------------------ | --------------------------------------------------- | ------------- | --------------------- | ----------------- | ------------------------- | ------------- | ----------- | -------------------------- |
| 456     | 171  | 183        | 1                                  | 6                    | 32                             | 6                                                   | 13            | 15                    | 6                 | 21                        | 12            | 8           | 1                          |

## Політика

### Органи влади
Місцеві органи влади представлені Мочулищенською сільською радою.

### Вибори
Село входить до виборчого округу № 155. У селі розташована виборча дільниця № 560277. Станом на 2011 рік кількість виборців становила 445 осіб.

## Культура
У селі працює Мочулищенський сільський клуб на 250 місць. Діє Мочулищенська публічно-шкільна бібліотека, книжковий фонд якої становлять 12 111 книг та яка має 6 місць для читання, 2 особи персоналу, кількість читачів — 500 осіб.

### Бібліотека
Бібліотека відкрилася 15 грудня 1954 році. Першим бібліотекарем була Євтісєєва О. У. Пропрацювала до 1956року.

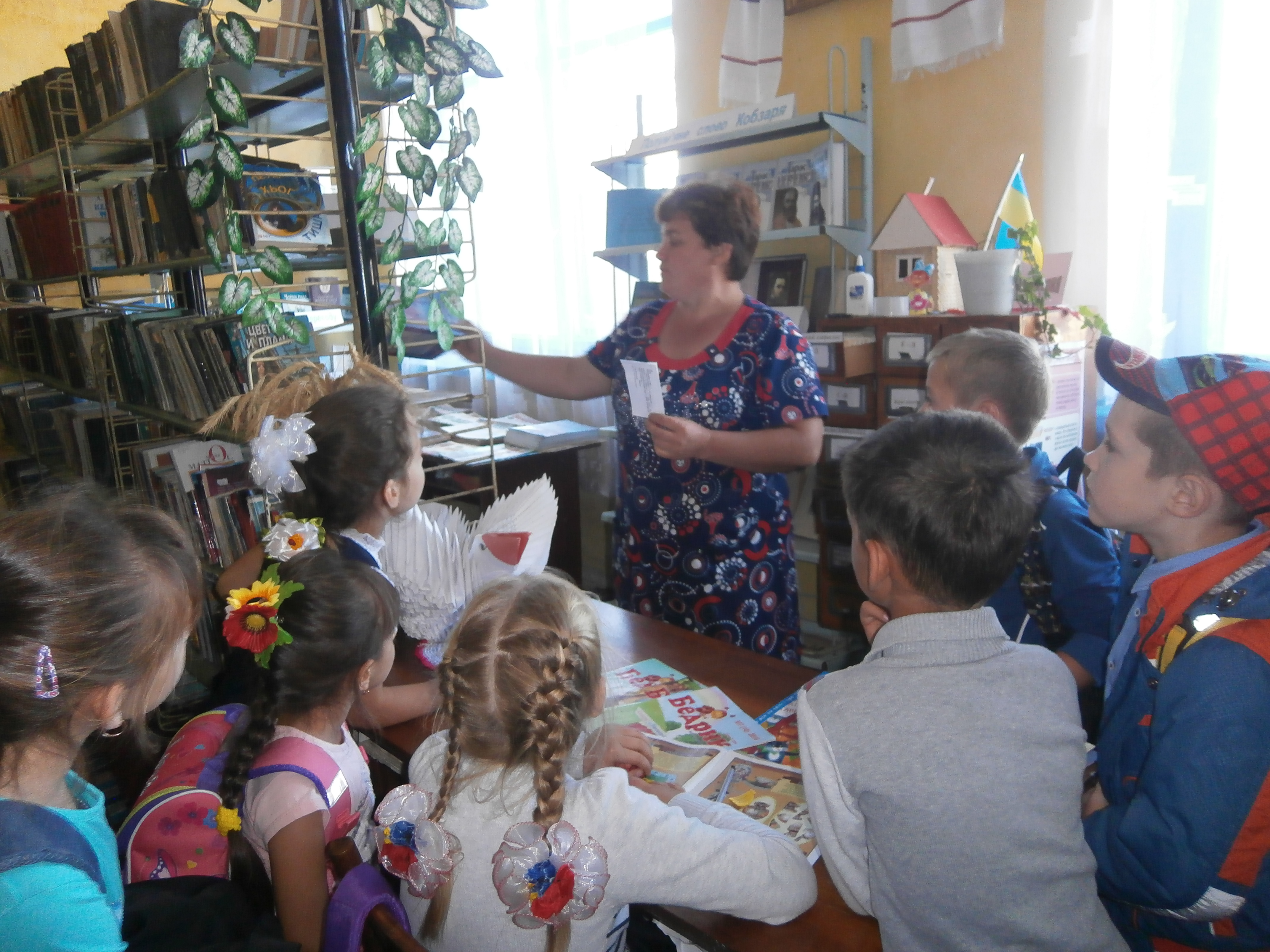
Мочулищенська ПШБ, Дубровицький р-н, 21 ст.

Згодом бібліотекарями були Рибачик Г. А. 1956 р., Ракович Тетяна Миколаївна з Дубровиці (1958), Томко Н. М. (1961), Потапчук Г, П.(1965), Шанько Н.М (1968), Стельмах Наталія (1968), Мозоль Тетяна (1969).В основному це люди були не місцеві, приїжджі. Тому мабуть так часто мінялися ; хтось виїхав, хтось вийшов заміж, хтось пішов вчитися. В 1970 році бібліотеку прийняла Позняк Надія Федорівна Бібліотечній справі віддала 30 років, звідси і пішла на пенсію. Надія Федорівна заочно закінчила Дубенське училище культури, здобула професію бібліотекаря. Фонд бібліотеки був невеликий, вже згодом у 1980 рр. надходжень було більше, багато періодики, як на бібліотеку так і на клуб. Активну участь брала у житті клубу, колгоспу, села. У 1978 році відбувається централізація бібліотечної мережі. В Червоному, при клубі, також діє бібліотека — філіал, розміщували її в приватних будинках. Господарям плати, що в них знаходилась бібліотека.1983 році відкрито новий клуб, а ньому бібліотека. Розміщена в двох кімнатах які опалюються централізовано. У 2002 році здійснюється реорганізація бібліотечного обслуговування шляхом об'єднання сільських і шкільних бібліотек у публічно — шкільні з підпорядкуванням відділу культури райдержадміністрації. У школі бібліотека знаходиться у пристосованому приміщені. Потреба у створені бібліотеки виникла коли почали надходити безкоштовні підручники. Так склалося, що бібліотекарями були не спеціалісти. В бібліотеці працювали Скаржинець О. А., Розум Н. І., Вальковець В. Г., Вальковець Л. П., Дудар Г. 1993 році прийняла бібліотеку Луцук Л. Г. яка теж не мала бібліотечної освіти. Працювала не на повну ставку. У 2003році прийшла на роботу Голяка О. П. за освітою бухгалтер. В 2003 році обидва бібліотекарі поступили на навчання у Дубенське училище культури. Здобули професію бібліотекар бібліограф. На даний час фонд бібліотеки становить 10936 екз. Найбільше надходження, як по дорослій так і по дитячій літературі було 1987 р. Дорослих (1315 книг із них до інвентарної книги записано 929), а дитячих книг (551 із них 337 до інвентарної книги). У грудні 2017 році в публічній бібліотеці було встановлено енергозберігаючі вікна за кошти бюджету розвитку села.

### Сільський клуб

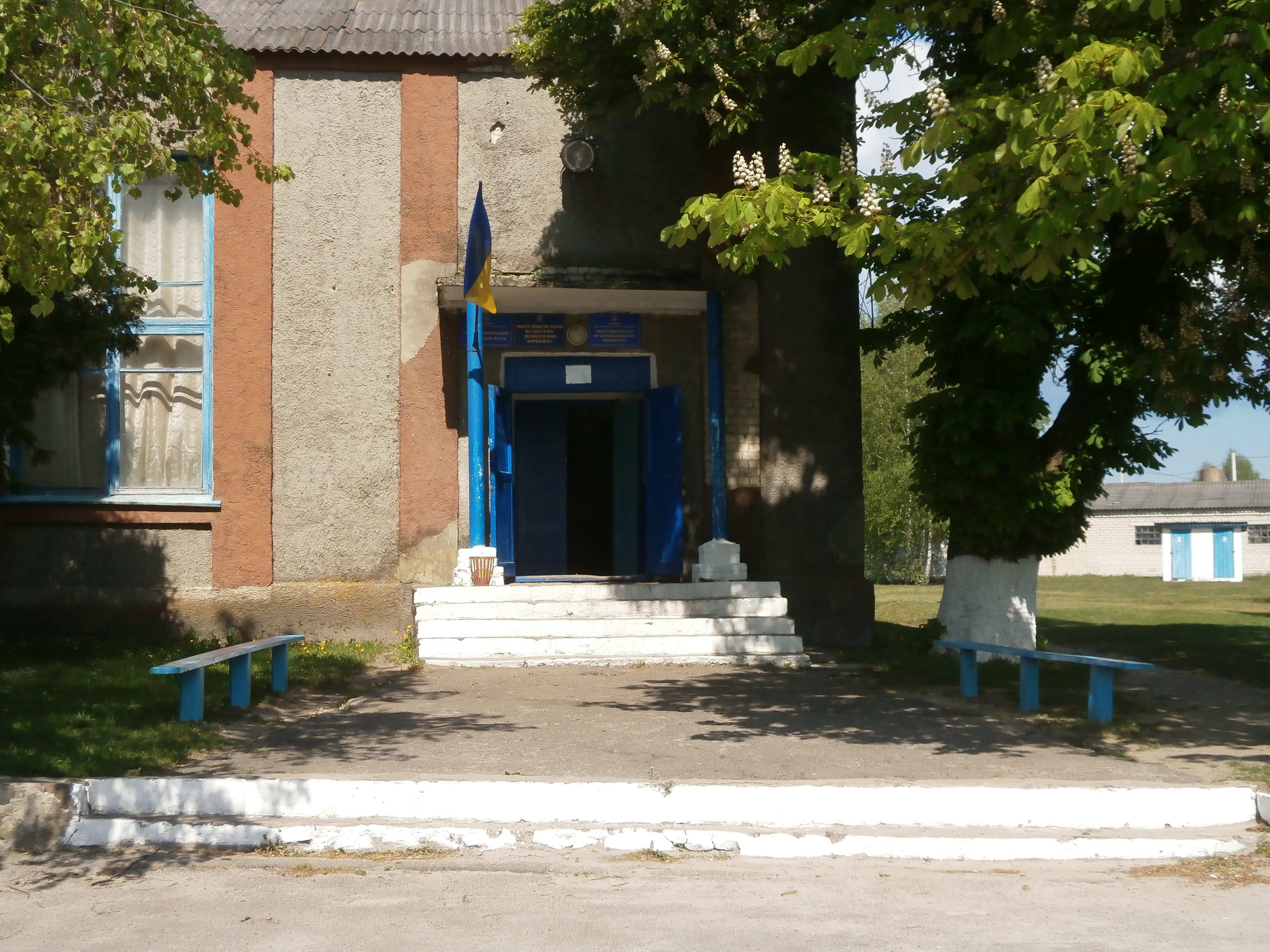
Клуб с. Мочулище Дубровицького р-ну

Клуб був у хаті (по центральній вулиці). У 60 –х роках при голові колгоспу Андрієнку побудували дерев'яний клуб на теперішній території подвір'я церкви. Були в клубі бібліотека на дві кімнати, кабінет зав клуба та актовий зал, де демонструвалися кінофільми у два сеанси, для дітей — о 19 год. та дорослих — о 21 год. Опалення було пічне. Стільчики зсовували до одного місця і в цьому залі танцювали. Завклубами були: Белеля Павло Васильович, Деркач Василь Васильович, Вальковець Микола Михайлович, Янковський Іван. Довгий час завклубом була Вальковець Марина Йосипівна. Апаратури не було, молоді було багато тому танці були майже щодня. Грав хтось з односельців на гармошці чи баяні. Музиканти були всі самоучки. У свята приходили до клубу і старші, одружені тоді вже молодь поступалася їм місцем. Танцювали вони «Коробочку», «Краков'як», «Яблучко», керували танцями по польськи Вальковець Федір Трохимович або Мисько Іван Федорович. Згодом на клуб дали радіолу «Рігонда». Платівки купувала зав клуб по рахунку сільської ради. На той час було розпорядження щоб у кожному селі був клуб. Тому у Червоному клуб був у приватних будинках. За це господарям платили. При колгоспі ім.. «Куйбишева» голова Чувило О. З. діяв хор тваринників. Керував хором П. Н. Степанюк. В хорі було 36 учасників. Репетиції проводили після роботи, часто до пізньої ночі. Концерти були виїзні. Платили відрядні 2-3 рублі. Діяли агіткультбригади, — це виступ 5-7 учасників на 10 — 15 хв. Для хліборобів. У 1983 році при колгоспі «Зоря Комунізму» голова колгоспу Боришевський Петро Наумович побудували і відкрили новий клуб. Завклубом стала працювати молодий спеціаліст Петрушко Марія Зіновївна, Марія Йосипівна переводиться на посаду техпрацівника, але й на далі чарує своїм голосом жителів села. В Червоному працює Сосновська Любов Іванівна. Працювали в клубі наші односельці Розум Пилип Іванович та Вальковець Федір Миколайович. Федір Миколайович закінчив Дубенське училище культури. У 1998 році приймає клуб Голяка Ніна Миколаївна. Ніна Миколаївна прийшла на роботу коли не платили зарплату, а розрахунки велися «взаємозаліком» до того ж працювала на 0,5 ставки, згодом на 0,75 ставки лише в 2006 р. отримувала ставку. Агроном за освітою але згуртувала молодь, проводила цікаві концерти, дискотеки не все зразу вдавалося, а все прийшло з часом. Створила жіночий гурт «Джерело». Перше свято села організувала Ніна Миколаївна. Неодноразово займала призові місця в районних оглядах. Була на хорошому рахунку в районні. 2002 році на базі сільських рад створюються КДК. 2008—2010 рр. працює завклубом Кот Любов Гнатівна. 2011 рік на посаду завклубом приходить Вальковець Сергій Володимирович який закінчив Рівненське музичне училище. В Мочулищі цікаво і змістовно проходять свята «8 -Березня», «День Перемоги», «Івана Купала», « День села», «День незалежності», «Новорічні святки». В липні 2015 року завклубом стає Богдан Ірина Василівна. Свою роботу розпочала з ремонту приміщення. Перекрили дах, за спонсорські кошти та кошти партії «Воля» вставили пластикові вікна, пофарбовано, придбали тенісний стіл, музичну апаратуру. З бюджету розвитку села у грудні 2017 року встановлено двоє вхідних дверей та вікна на суму 72956 грн.

## Релігія
У першій половині XIX століття село належало до греко-католицької парафії церкви Різдва Богородиці містечка Домбровиця Ровенського повіту, яка з 1840-х років діяла як православна парафія.
Список конфесійних громад станом на 2011 рік:
| Релігійна громада УПЦ КП | ПЦУ | 22 грудня 1999 | 300 | Церква | [ 37 ] |
| — православні.           |     |                |     |        |        |

## Освіта
У селі діє Мочулищенська загальноосвітня школа І-ІІІ ступенів. У 2011 році в ній навчалося 104 учні (із 100 розрахованих) та викладало 21 учитель.
Дошкільна освіта представлена дитячим садком «Мочулищенський дошкільний навчальний заклад „Чебурашка“», у якому станом на 2011 рік навчалося 37 дітей і працювало 5 учителів та вихователів.

### Мочулищенський НВК «ЗОШ І-ІІІ ступенів- ДНЗ»

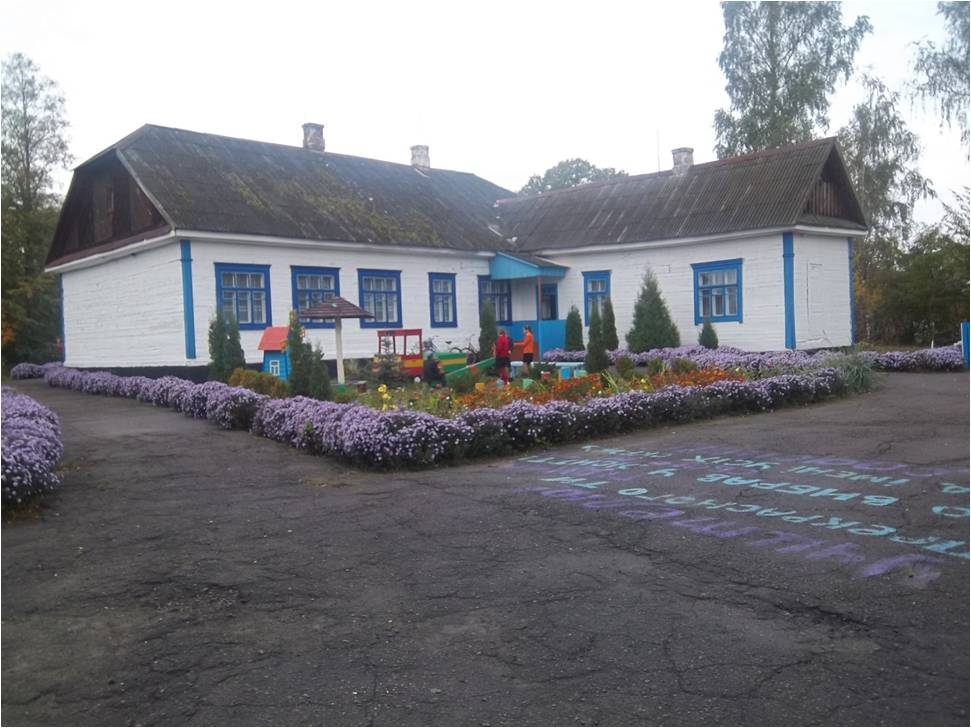
Мочулищенський НВК «ЗОШ І-ІІІ ст. — ДНЗ» с. Мочулище Дубровицького р-ну

Школа має три корпуси, у яких розмістилося 9 класних кімнат, комп'ютерний клас, бібліотека, кабінет директора, учительська кімната, майстерня та їдальня. На даний час директором школи є Олексійовець Тетяна Степанівна. У 30-ті роки ХХ століття на території нашого краю панувала Польща. Як і в кожному селі на той час, так і в Мочулищі школи не було. Навчання проводилося в хаті Вальковця Івана Федоровича (поблизу сучасного сільського клубу). Було три класи для навчання, які відвідували різні за віком діти. Навчав дітей поляк Оленський. Жив він у селі Крупове і кожного дня доїжджав на роботу кіньми. Навчання велося польською мовою. Дітей вчили читати, писати, рахувати. За непослух карали різками. З 1931 року почалося будівництво школи. Її побудував за власний кошт поляк Літвора, який на той час мав у селі магазин і вважався заможною людиною. Цього ж року школа почала працювати. Це була початкова школа з двома класними кімнатами, кімнатою для вчителів та канцелярією. Сюди вчителювати приїхало молоде подружжя із Стрільська — Генріх і Хелена Шнайдери. Генріх був німцем по національності, а Хелена — полячка. Генріх Шнайдер став другим директором школи. Працював з 1931 по 1941 рік. Навчання велося польською мовою, хоч між собою діти розмовляли рідною мовою. У той час викладалися такі предмети: історія, де вивчали діяльність польських королів (Мешка І, Болеслава Храбреге, Болеслава Кривовуса, вчили і Юзефа Пілсуцького), географія (діти повинні були добре знати глобус, карту, особливо польські міста: Варшаву, Краков, Гданськ, Лодзь, Познань, про міста України мови не велося). Вивчали ще такі предмети, як: арифметика, письмо, співи, малювання. Учні навчалися в дві зміни. У першу зміну ходили учні 1 і 2 класу, а в другу — 3 — 4 класу. У 3 класі діти вчилися два роки, а у 4 — три роки. Кожний урок тривав одну годину. Були перерви, які тривали 10-15 хвилин. Перед початком уроків діти молилися Богу. Після закінчення уроків молилися до хреста, який висів над дверима при виході, стаючи по одному в колону. Молитву читали польською мовою. Один раз на тиждень у четвер до школи приїжджав священник. Він вчив з дітьми молитви і заповіді Божі. Щовівторка дівчатка брали з дому клаптики полотна, і пані Хелена вчила їх вишивати. Вчилися також в'язати, шити, навіть разом з учителькою ткали скатерті. Виготовлені своїми руками скатерті застеляли вчительський стіл. Книжки, зошити, приладдя для письма купували в школі, а писали тоді перами, які мокали в чорнило. Шкільне приладдя діти носили в полотняних сумках, зшитих із домотканого полотна. У школі була збиральна каса. Кошти збирали два рази на тиждень — у вівторок і четвер. Хто починав ходити в школу і не закінчив її, то платив «кару» — кілька золотих. У школі була сувора дисципліна. Коли учень чи учениця провинилися, то їх карали — били по руках дерев'яною лінійкою, ставили в куток колінами на гречку, піднявши вгору руки. Дітям заборонялося колядувати і щедрувати українською мовою. Жило подружжя Шнайдерів теж у школі. Вони мали велике господарство, яке доглядала служниця Зоя (сестра Хелени). Держали вони птицю, худобу. Учні допомагали обробляти землю. У 1939 році почалася Друга світова війна, і сім'я Шнайдерів виїхала із села. У найтяжчі для України роки 1941—1945 роки на території школи був військовий госпіталь, де лікували поранених і хворих на тиф. З 1944 по 1945 рік у школі працювали два вчителі — Іван із сусіднього села Орв'яниця і Василь із села Бережниця. На жаль, їхні прізвища забуті. Вони вели навчання українською мовою. За це радянська влада засудила Івана на 10 років, а сім'ю вислали в Сибір. Після них почали працювати Віра і Надія Параниці. Директором школи з 1946 по 1952 рік була Юлія Євтухівна Борисенко. Школа була початковою, не розбудовувалася. Радянський уряд сам призначав учителів, тому в школі час від часу з'являлися нові вчителі: Євдокія Сергіївна, Олена Андріївна, Ніна Кирилівна, Тамара Климівна, Ганна Сергіївна, яка була вчителькою німецької мови. Крім основної своєї роботи, вона приймала від населення молоко для держави. Борисенко Юлія Євтухівна жила в школі у кімнаті для вчителів, а пізніше в селі Острівці. У школі навчалися різні за віком діти. Вивчали українську мову, математику, історію, географію, ботаніку і фізику. До 1955 року тут було 5 класів, 6-й клас закінчували у Дубровиці або у селі Крупове. Навчання було двозмінне. Підручники дітям купували батьки, писали на зошитах — саморобках, які зшивали з твердого паперу. А писали перами і саморобним чорнилом, яке було зроблене з соку буряка чи сажі. Кожен мав свою чорнильницю. Дівчатка шили собі лляні торбинки, а хлопці робили сумку з фанери. У кінці навчального року діти здавали екзамени. У 1953—1956 рр. директором школи працював Покидько Пилип Кирилович. Його дружина Зінаїда Василівна вчила українську мову. У 1955 році відбувся перший випуск семирічної школи. З 1956 по 1969 рік директором школи був Попович Іван Андрійович. Навчання проходило в дерев'яному приміщенні (тепер їдальня і майстерня) у дві зміни. У 1957 році сьомий клас навчався у будинку Богдан Марії Миколаївни (поблизу сучасної школи), а в колгоспній конторі — третій, п'ятий і шостий (на місці сучасного клубу). Їдальні в школі не було. Прибиральниця заварювала дітям чай і давала по два шматки хліба. Сім'я директора жила в учительській кімнаті шкільного корпусу. У ці роки було добудоване друге дерев'яне приміщення школи з чотирма класними кімнатами. З 1969 по 1972 рік директором школи стає Поляков Сергій Васильович. Навчання проводилось у дві зміни. У другу зміну вчились діти початкових класів. Більшість класів були паралельними. Їх наповнюваність становила більше 20 учнів, в основному — 25 — 26. Всього у школі навчалося більше 300 учнів. Свій педагогічний шлях з Мочулищенської восьмирічної школи розпочали Грещук Василь Васильович (тепер викладач Івано-Франківського педінституту, доктор філологічних наук). Під керівництвом Полякова Сергія Івановича було закладено фундамент цегляного приміщення школи. З 1972 по 1980 рік директором школи працював Буткевич Адам Іванович. Саме він і добудовував цегляне приміщення, яке введено в дію в 1976—1977 навчальному році. З 1980 по 1989 рік директором був Шикіло Василь Федорович. Школа була восьмирічною, навчання проходило у трьох корпусах в одну зміну. На той час у школі було близько 180 дітей. В 1985 році було введене навчання дітей з 6-тирічного віку. Школа стала дев'ятирічною. При школі певний час діяла вечірня школа, де навчалися працівники сільського господарства. З 1989 року директором школи стала Вальковець Ірина Олександрівна. У школі працює 25 вчителів. В 1993 році дев'ятирічна школа реорганізована в загальноосвітню школу І–ІІІ ступенів. Було добудовано веранди, кочегарку, здійснено внутрішнє перепланування класних кімнат. Гарнішою стала й територія школи. З 2013 року школу перейменовано на Мочулищенський НВК «ЗОШ І-ІІІ ступенів -ДНЗ». З 2016 року директором Мочулищенського НВК «ЗОШ І-ІІІ ступенів — ДНЗ» призначено Олексійовець Тетяну Степанівну 1970 року народження. Вона досвідчений педагог, має кваліфікаційну категорію «Спеціаліст вищої категорії» та звання «Старший учитель», передає свої знання та вміння з хімії та біології учням НВК. В перший рік роботи на посаді директора завдяки плідній співпраці Тетяни Степанівни з радою НВК, батьківським комітетом, благодійниками постійно зміцнюється навчально — матеріальна база НВК. Добудовано в корпусі № 2 внутрішню вбиральню, утеплено фасад корпусу № 1.

### Садочок «Чебурашка»

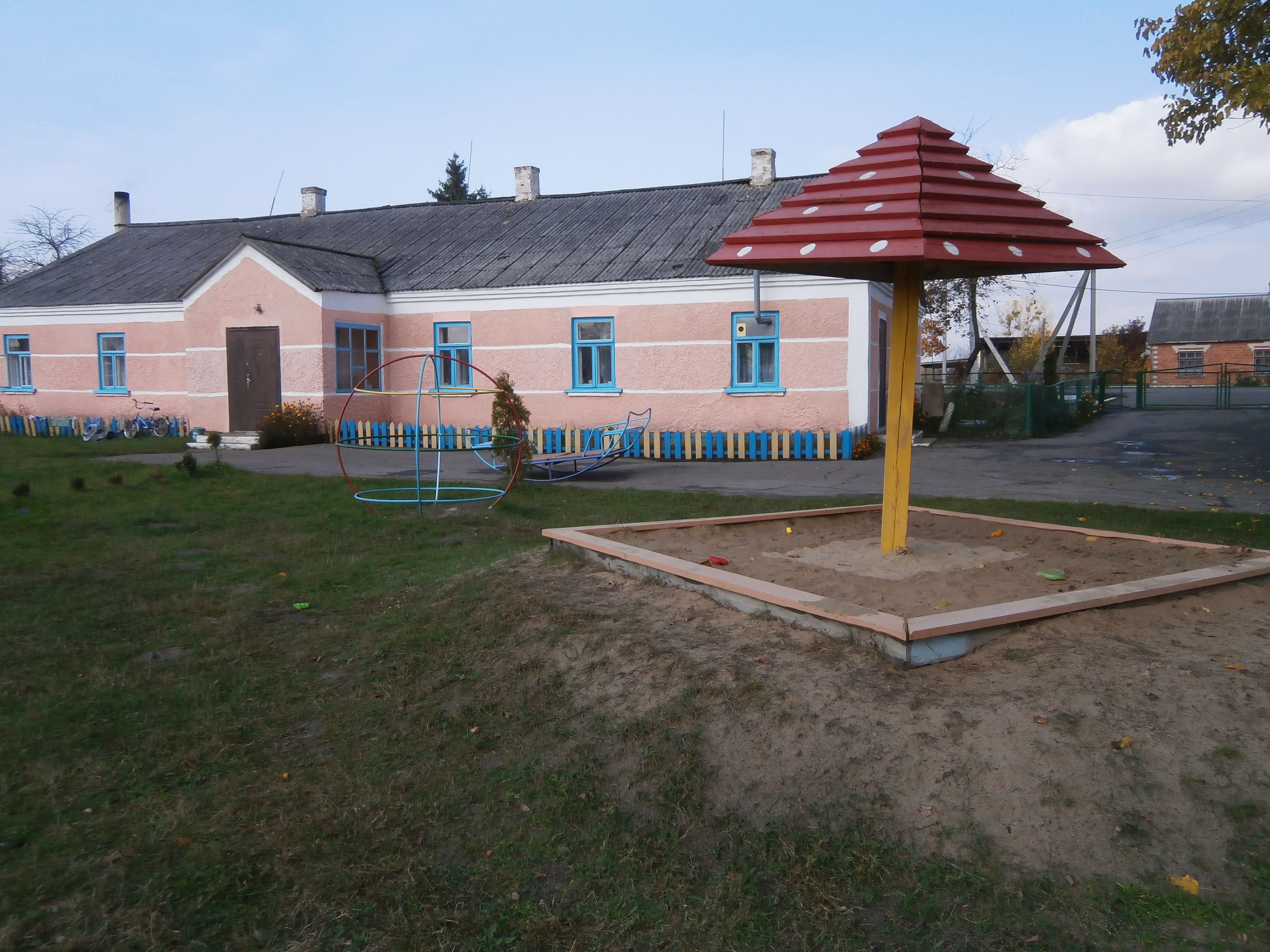
Садочок «Чебурашка» XXI ст.

Зважаючи на постійну зайнятість дорослих (батьків) почали організовувати «Ясла» — дітей зносили до однієї хати і там їх гляділи. Гляділа дітей Лікериця з Дубровиці, у хаті (Мелахи). Дітям варила затірку щоб не були голодні. 1960 році головою колгоспу приходить Чувило О. З. він і почав будівництво садочка. А вже 1962 році садочок працював. Опалення було пічне. На кухні була плита на вісім кружків. Працювало три працівники завідувачка Заблоцька Ольга Антонівна, кухар Чувило Надія Кирилівна і нянька Тупало Надія Іванівна. Дітей було багато до 60 –ти до того ж всі різного віку. Спеціальної освіти у працівників не було. Садочок фінансувався з колгоспу. Довгий час завідувачкою була Сосновська Ольга Іванівна, яка теж не мала спеціальної освіти. У 1988 році на роботу після Дубенського училища приходять Клімець Ніна вихователем, а Решетило Наталія завідувачкою. Це були перші працівники які мали освіту. Садочок працював лише у весняно — літній період, тому вже у садочку роблять парове опалення щоб садочок працював цілий рік. Дітей з Крупового привозили хтось із спеціалістів які їхали в контору на роботу, а згодом — возили колгоспним автобусом. У 90 — х роках дітей поділили на старшу і середню групи. З роками приміщення переобладнували, прикрашали, ставало красивішим. Провели централізоване водопостачання. 1998 році дітей харчує завод продтоварів. Так, як колгосп банкрут. У 2000 році садочок переходить на баланс с/ ради працює тільки в літній період. З цього року стає завідувачкою Слісарчук Валентина Григорівна. На цій посаді працює до 2013 року. Було багато за цей час доброго, але й немало довелося вирішити проблем. У 2003 році садочок «Чебурашка» вже працює цілий рік. Був період коли 2002 році закрили на 10 місяців, а працівники стояли на обліку в службі зайнятості. Але все налагодилось, а в 2007 році відкрито другу групу. Тепер садочок відвідують 35 дітей. Молодша і старша група. Завідувачка дитячого садка «Чебурашка» Шевчук Світлана Павлівна. З 1 березні 2013 року пройшла реорганізація, назва закладу змінена на Мочулищенський навчально — виховний комплекс «ЗОШ І-ІІІ ступенів — ДНЗ».

## Інфраструктура
У селі наявний сквер площею 700 м². Наявне відділення поштового зв'язку.

#### Книги
- Літопис УПА / НАН України. Інститут української археографії та джерелознавства ім. М. С. Грушевського. — Київ-Торонто : Видавництво «Літопис УПА» та ін, 2007. — Т. 11: Мережа ОУН(б) і запілля УПА на території ВО «Заграва», «Турів», «Богун» (серпень 1942 — грудень 1943 рр.). — 849 с.

#### Офіційні дані та нормативно-правові акти
- Паспорт Дубровицького району (станом на 1 січня 2011 року) (doc). Дубровицька районна рада. Архів оригіналу за 10 лютий 2015. Процитовано 16 жовтня 2019.

#### Мапи
- Історичний Атлас України / Гол. ред. Л. Винар; Упорядн.: І. Тесля, Е. Тютько. Українське історичне товариство. — Монреаль; Нью-Йорк; Мюнхен, 1980. — 182 с.